# 閻廷謨
閻廷謨，河南河南府孟津縣（今河南省孟津縣）人，清朝政治人物、進士出身。

## 生平
崇禎十六年（1643年），河南補行壬午科鄉試，閻廷謨中式第三十四名舉人。明亡仕清，於順治三年（1646年）登丙戌科進士，任工部都水司主事，管理北河等處河道，后升任吏部郎中。順治十二年，任湖廣按察使司副使、分巡下荊南兵備道。順治十五年，任苑馬寺卿，兼任陝西按察使司僉事，山東濟南道。康熙六年，任湖北按察使。